# Coupe de France 1932/33
Der Wettbewerb um die Coupe de France in der Saison 1932/33 war die 16. Ausspielung des französischen Fußballpokals für Männermannschaften. Sie fand gleichzeitig mit der Einführung des Professionalismus im dortigen Fußball und der Schaffung einer landesweiten höchsten Liga statt, die in diesem Jahr noch ohne Unterbau war.
Für diesen Wettbewerb meldeten 472 Vereine. Titelverteidiger war die AS Cannes, die in diesem Jahr erneut bis ins Halbfinale vorstieß, dort allerdings gegen den im Vorjahrs-Endspiel noch bezwungenen RC Roubaix ausschied. Die 20 Erstligisten mussten bereits an den von den regionalen Untergliederungen des Landesverbands FFF organisierten Qualifikationsrunden teilnehmen; mit Olympique Alès scheiterte lediglich einer von ihnen vor dem landesweit angesetzten Zweiunddreißigstelfinale.
Gewinner des Pokals wurde Excelsior AC – dies blieb sein einziger nationaler Titel – nach einem Endspiel gegen den Lokalrivalen Racing Club aus der nordfranzösischen Grenzstadt Roubaix. Dass zwei Klubs aus derselben Stadt das Finale der Coupe de France bestreiten, hat es – abgesehen von drei Duellen zwischen Vereinen aus der Metropole Paris in den Anfangsjahren des Wettbewerbs – ansonsten in der langen Pokalgeschichte bis einschließlich 2010 nicht gegeben. Es gab noch eine weitere Premiere: kein einziger der zahlreichen Hauptstadtklubs, die in den ersten Jahren den Wettbewerb dominiert und neun der 15 bisherigen Sieger gestellt hatten, konnte sich für die Runde der besten acht Mannschaften qualifizieren.
Eine Pokalkommission setzte für Zweiunddreißigstel- und Sechzehntelfinale sämtliche Begegnungen fest, wobei Fragen der Reisedistanzen im großflächigen Frankreich ebenso eine Rolle spielten wie die Qualität der an den jeweiligen Orten vorhandenen Spielstätten und der Infrastruktur. Dabei wurde auch das Heimrecht festgelegt. Die Profivereine konnten in der ersten Runde nicht aufeinandertreffen. Ab dem Achtelfinale wurden die Paarungen frei ausgelost; sie fanden ab dem Sechzehntelfinale auf neutralem Platz statt. Endete eine Begegnung nach Verlängerung unentschieden, kam es zu einem oder mehreren Wiederholungsspielen.

## Zweiunddreißigstelfinale
Spiele am 18. Dezember 1932; Wiederholungsspiele am 25. Dezember und 2. Januar 1933. Die Vereine der professionellen Division 1 sind mit D1 bezeichnet, alle anderen waren Amateurklubs (ohne Angabe der jeweiligen Ligenstufe).
| - Lille Olympique D1 – CA Saint-Aubin 6:1 - ES Hayange – Club Français Paris D1 0:4 - FC Sochaux D1 – FC Bischwiller 07 3:1 - Stade Bordeaux UC – FC Sète D1 0:9 - US Saint-Servan – Stade Léonard 7:1 - Lorient Sports – Red Star Olympique D1 1:5 - FC Rouen – US Auchel 8:0 - Racing Roubaix – AS Barlin 7:0 - Racing Strasbourg – SC Fives D1 1:0 - UL Moyeuvre – Excelsior Roubaix D1 2:2 n. V., 0:5 - JS Desvres – US Tourcoing 0:3 - Stade Rennes D1 – AS Cherbourg 2:1 - Stade Français Paris – Énergie Troyes 4:1 - Racing Club Paris D1 – ASSB Oignies 4:0 - Le Havre AC – USO Bruay 1:1 n. V., 2:0 - SCO Angers – US Quevilly 3:1 | - AC Amiens – CA Vitry 2:0 - US Annemasse – Olympique Antibes D1 1:3 - CO Billancourt – AS Strasbourg 2:2 n. V., 3:1 - SC La Bastidienne Bordeaux – FC Lorient 7:1 - CA Paris D1 – US Boulogne 0:1 - SO Montpellier D1 – SC Choisy-le-Roi 7:1 - US Deux-Vireux – Iris Club Lillois 3:0 - CASG Paris – AS Brest 4:2 - FC Hyères D1 – Girondins Bordeaux 7:0 - RC Lens – FC Metz D1 0:0 n. V., 2:0 - AS Monaco – US Belfort 0:0 n. V., 2:1 - CA Mulhouse – Olympique Marseille D1 4:0 - Stade Béthune – FC Mulhouse D1 0:3 - USA Clichy – OGC Nizza D1 0:2 - SC Draguignan – SC Nîmes D1 0:2 - AS Cannes D1 – FC Saint-Louis 4:0 |

## Sechzehntelfinale
Spiele am 8. Januar 1933; Wiederholungsspiele zwischen 19. und 28. Januar. Sämtliche verbliebenen Amateurklubs spielten in einer der regionalen Staffeln der „Division d’Honneur“, der in dieser Saison zweithöchsten Liga.
| - Club Français Paris D1 – Stade Français Paris 4:1 - FC Sochaux D1 – RC Lens 8:0 - FC Sète D1 – FC Hyères D1 2:1 - Red Star Olympique D1 – Le Havre AC 1:1 n. V., 2:0 - FC Rouen – SC La Bastidienne Bordeaux 9:1 - Racing Roubaix – CASG Paris 3:0 - Racing Strasbourg – AC Amiens 4:3 - Excelsior Roubaix D1 – US Boulogne 0:0 n. V., 1:0 | - US Tourcoing – US Saint-Servan 8:0 - Stade Rennes D1 – FC Mulhouse D1 4:3 - Racing Club Paris D1 – CA Mulhouse 4:0 - Olympique Antibes D1 – US Deux-Vireux 2:1 - SO Montpellier D1 – CO Billancourt 4:1 - OGC Nizza D1 – Lille Olympique D1 1:1 n. V., 2:1 - SC Nîmes D1 – AS Monaco 2:1 n. V. - AS Cannes D1 – SCO Angers 3:1 |

## Achtelfinale
Spiele am 8. Februar 1933
| - FC Sochaux D1 – US Tourcoing 6:1 - FC Sète D1 – Club Français Paris D1 2:1 - Racing Roubaix – SC Nîmes D1 3:0 - Excelsior Roubaix D1 – FC Rouen 5:2 | - Olympique Antibes D1 – Stade Rennes D1 6:3 - SO Montpellier D1 – Racing Club Paris D1 4:3 - OGC Nizza D1 – Racing Strasbourg 4:1 - AS Cannes D1 – Red Star Olympique D1 2:0 |

## Viertelfinale
Spiele am 26. Februar 1933
| - FC Sète D1 – FC Sochaux D1 3:2 n. V. - Racing Roubaix – SO Montpellier D1 3:0 | - Excelsior Roubaix D1 – OGC Nizza D1 3:1 - AS Cannes D1 – Olympique Antibes D1 3:1 |

## Halbfinale
Spiele am 8. und 9. April 1933
| - Excelsior Roubaix D1 – FC Sète D1 2:1 | - Racing Roubaix – AS Cannes D1 2:0 |

## Finale

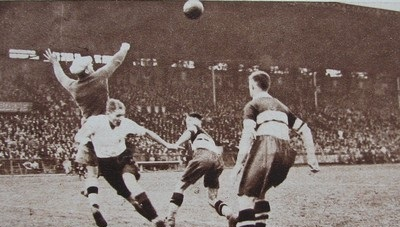
Szene des Endspiels

Spiel am 7. Mai 1933 im Stade Olympique Yves-du-Manoir in Colombes vor 38.000 Zuschauern
- Excelsior AC Roubaix – Racing Roubaix 3:1 (3:0)

### Mannschaftsaufstellungen
Die meisten unterklassigen Vereine hatten in dieser Zeit noch keinen festen Trainer.
Excelsior AC Roubaix: Lucien Gianelloni – Ernest Payne, Albert Dhulst – David Bartlett, Célestin Delmer, Robert Barbieux – Henri Burghraeve, Julien Buge, Norbert Van Caeneghem, Noël Liétaer, Marcel Langiller 
Trainer : Charles Griffiths
Racing Roubaix: François Encontre – Jules Cottenier, William Hewitt  – Marcel Lechanteux, Georges Verriest, Albert Lerouge – Jules Cossement, André Van Vooren, Edmond Leveugle, André Chauvel, Robert Van Vooren
Trainer : kein fester
Schiedsrichter: Roger Conrié (Bordeaux)

### Tore
1:0 Langiller (3.)

2:0 Bugé (23.)

3:0 Van Caeneghem (26.)

3:1 R. Van Vooren (72.)

### Besondere Vorkommnisse
Nach zehn Minuten verletzte sich Racings Außenläufer Lechanteux schwer. Da Auswechslungen damals nicht zulässig waren, mussten die Amateure den Rest der Begegnung in Unterzahl durchstehen. Sieben der elf Racing-Spieler – damals fehlten Lerouge, die Van Vooren-Brüder sowie Chauvel – hatten bereits ein Jahr zuvor im Endspiel gestanden.
Schiedsrichter Conrié leitete nach 1930 sein zweites Pokalfinale – und das vor neuer Rekordkulisse bei einem französischen Endspiel; die bisherige Bestmarke (36.143) war im Vorjahr aufgestellt worden.
Mit den nordfranzösischen Nachbarvereinen standen sich zwei gegensätzliche Geschichten und Konzepte gegenüber: Auf der einen Seite der erst 1928 gegründete, von Teilen der lokalen Industrie und ihrer Arbeiterschaft unterstützte Profiklub EAC, auf der anderen der schon 1895 gegründete, vor dem Ersten Weltkrieg sehr erfolgreiche Amateurverein Racing, zwischen 1902 und 1908 fünffacher Landesmeister des Verbands USFSA, in dessen Reihen nach wie vor überwiegend Söhne aus gutbürgerlichem Haus standen. Insofern „markierte dieses Endspiel einen Wendepunkt in der Entwicklung des französischen Fußballs, an dem zwei Philosophien aufeinander stießen“.